# Kneževina Braunschweig-Wolfenbüttel
Kneževina Brunswick-Wolfenbüttel (nemško Fürstentum Braunschweig-Wolfenbüttel) je bila pododdelek vojvodine Brunswick-Lüneburg, katere zgodovino so zaznamovale številne delitve in združitve. Sredi 17. stoletja je imela površino 3828 kvadratnih kilometrov. Različne dinastične linije  so vladale Brunswick-Wolfenbüttlu do razpada Svetega rimskega cesarstva leta 1806. Zaradi Dunajskega kongresa je bila leta 1815 ustanovljena njena naslednica, vojvodstvo Braunschweig.

## Zgodovina

### Srednji vek
Glej tudi:Vojvodina Braunschweig-Lüneburg
Potem ko je Oton I. Brunswiški, vnuk Henrika Leva, prejel nekdanji alodialni sedež njegove družine (ki se je nahajal na območju današnje vzhodne Spodnje Saške in severne Saške-Anhaltske) cesar Friderik II. je 21. avgusta 1235 kot cesarski fevd pod imenom vojvodina Braunschweig-Lüneburg, vojvodino pa sta v letih 1267–1269 razdelila njegova sinova.
Albert I. Braunschweig (imenovan tudi Albert Visoki) (1236–1279) je dobil območja okoli Brunschweiga-Wolfenbüttla, kneževine Grubenhagen-Einbeck in [[kneževine Göttingen-Oberwald. Tako je ustanovil Staro hišo Braunschweig in postavil temelje za to, kar je kasneje postalo Kneževina Braunschweig-Wolfenbüttel. Njegov brat Janez I. Lüneburški (1242–1277) je podedoval zemljišče okoli Lüneburga in ustanovil Staro hišo Lüneburg. Mesto Braunschweig je ostalo pod skupno oblastjo.
Območje Braunschweiga (-Wolfenbüttel) je bilo v naslednjih desetletjih še dodatno razdeljeno. Na primer, meje Grubenhagena in Göttingena so bile za nekaj časa razdeljene. Podobno so se leta 1432 posesti med hribi Deister in reko Leine, ki so bile medtem pridobljene od Srednje hiše Braunschweigk, odcepile in oblikovale Kneževino Calenberg. Prišlo je do nadaljnjih združitev in delitev.
Medtem so se vojvode naveličale nenehnih sporov z meščani mesta Braunschweig in so leta 1432 svojo Residenz preselile v vodni grad Wolfenbüttel, ki je ležal v močvirnati kotanji reke Oker približno 12 km južno od Braunschweiga. Grad, zgrajen tukaj za vojvode Braunschweig-Lüneburg – skupaj z vojvodsko pisarno, konzistorijem (luteranstvo), sodišči in arhivom – je postal središče velikanske regije, iz katere se je upravljalo delu celotnega vojvodstva, ki se je gibal okoli Wolfenbüttel-Brunschweiga. Dolgo časa je upravljala tudi [[kneževini CalenbergGöttingen in kneževini Grubenhagen, knežjo-škofijo Halberstadt, velike dele knežje-škofije Hildesheim] grofije Hohnstein in grofije Regenstein, baronije Klettenberg in Lohra ter dele grofije Hoyana Spodnji Weseri. Pomen tega dvora je kazalo število potrebnih obrtnikov. Za dvor, njegove državljane in vojvodske objekte je bilo zgrajenih na stotine lesenih stavb, sprva naključno, kasneje pa zasnovanih po vojvodskih zahtevah in za protipožarno zaščito. V času razcveta razvoja mesta so bila njegova okrožja poimenovana po različnih vojvodah: »Auguststadt« na zahodu, »Juliusstadt« na vzhodu in »Heinrichstadt«.
Po dvanajsti delitvi vojvodstva leta 1495, s katero je bila kneževina Braunschweig-Calenberg-Göttingen ponovno razdeljena na sestavna ozemlja, je vojvoda Henrik I. Braunschweig-Wolfenbüttelski dobil deželo Braunschweig, ki ji je bilo dodano ime nove »Residenz« v Wolfenbüttlu. Od takrat naprej se je kneževina preimenovala v »Braunschweig-Wolfenbüttel«.

### Zgodnji moderni čas
Sledila so vladavina vojvod Henrik II. Braunschweig-Wolfenbüttelski], Julij Braunschweig-Wolfenbüttelski| in Henrik Julij Braunschweig-Wolfenbüttelski, pod čigar gospostvom se je "Residenz" Wolfenbüttel razširil in kneževina je pridobila veljavo na območju celotne Nemčije.
Leta 1500 je Braunschweig-Wolfenbüttel postal del Spodnjesaškega kroga znotraj Svetega rimskega cesarstva.
Od leta 1519 do 1523 se je kneževina vojskovala s kneževinama Hildesheim in Lüneburg,, ki je kljub odmevnemu porazu v bitki pri Soltauu sčasoma privedel do velikih ozemeljskih pridobitev, ki so pripadle Braunschweigu-Wolfenbüttlu.
V tridesetletni vojni je bil Wolfenbüttel najmočnejša trdnjava v severni Nemčiji, vendar je vojno preživel močno poškodovan. Linija Wolfenbüttel je med vojno izumrla.
Leta 1571 sta grad in vas Calvörde postala del kneževine po zaslugi vojvode Julija Braunschweiškega.
Leta 1635 je vojvoda Avgust II. Braunschweig-Wolfenbüttelski iz stranske linije Lüneburg-Dannenberg prevzel vajeti oblasti v kneževini in ustanovil Novo hišo Braunschweig. Pod njegovo vladavino je Wolfenbüttel dosegel svoj kulturni vrhunec. Eden njegovih največjih dosežkov je bila gradnja knjižnice Wolfenbüttel, največje v Evropi v svojem času. Leta 1671 se je uresničila stara sanja o hiši vojvod Welf, ko so združene vojske različnih dinastičnih linij uspele zavzeti mesto Braunschweig in ga dodati svoji domeni.
Leta 1735, ko je dinastična linija izumrla, se je pojavila nova stranska linija: linija Braunschweig-Bevern, ustanovljena leta 1666.
V letih 1753–1754 se je rezidenca vojvod Wolfenbüttla vrnila v Braunschweig, v novozgrajeni Braunschweig palači.
Mesto je tako izgubilo neodvisnost, ki jo je uživalo od 15. stoletja. Pri tem je vojvoda sledil trendu in se ni vmešaval v nič, vključno z deli na novem gradu, ki jih je leta 1718 začel Hermann Korb na Grauer Hof, ki še vedno ni bil dokončan. Posledice za Wolfenbüttel so bile katastrofalne, kar je razvidno iz kasneje zgrajenih lesenih hiš. 4000 meščanov je sledilo vojvodski družini in prebivalstvo Wolfenbüttla se je zmanjšalo z 12.000 na 7.000. Le arhiv, cerkveni urad in knjižnica knjižnica so ostali kot povezava s prejšnjimi časi. Iz Braunschweiga so se širili namigi, da je Wolfenbüttel propadel v "vdovsko rezidenco" (Witwensitz).
Obsežni vrtovi pred tremi mestnimi vrati (Herzogtor, Harztor in Augusttor) so bili oddani v najem nekdanjim vrtnarjem kot emfitetvza. Posledično so bile ustanovljene tovarne marmelade, ki so bile značilne za Wolfenbüttel do 20. stoletja. Pred Herzogtorjem se je število vrtov povečevalo, dokler niso končno dosegli gozda Lechlum (Lechlumer Holz). Njegov južni rob je krasil majhen Lustschloss 'Antoinettenruh', zgrajen leta 1733 namesto vrtne hišice, delo mojstra gradbenika Hermanna Korba, ki je bil tako pomemben za Wolfenbüttel. Wolfenbüttel je postal mesto šol. Leta 1753 je bila ustanovljena učiteljišče, ki je začelo delovati v sirotišnici in se kasneje preselilo v stavbo današnje šole Harztorwall.
Politično je bil Braunschweig-Wolfenbüttel eden najtesnejših zaveznikov Prusije. Medtem ko je bil malo pred tem habsburški cesar najpomembnejša osrednja točka s političnimi porokami, je Wolfenbüttelova linija Welfov postala tesno povezana z Hohenzollerni s poroko pruskega prestolonaslednika Friderika Velikega z Elisabeto Kristino Braunschweig-Bevern. Za poroko sta se dogovorila Friderik Viljem I. Pruski in Ferdinand Albert II., vojvoda Brunswick-Wolfenbüttel. Ustanovili so tudi "bratstvo po orožju" med majhno državo in velikim pruskim kraljestvom. Številni častniki Braunschweig-Wolfenbüttla so služili na visokih položajih v pruski vojski, predvsem med sedemletno vojno. Polki kneževine so varovali zavezniško vojsko v zahodni Prusiji in zlasti zavezniško volilno okrožje Hannover. Izjemen predstavnik vojaškega zavezništva med Braunschweigom in Prusijo je bil vojvoda Braunschweig-Lüneburg, dedni knez Ferdinand Braunschweig-Wolfenbüttel.
V času Karla I. so bili doseženi veliki dosežki na kulturnem in znanstvenem področju: spodbujali so gledališče in izobraževanje. Leta 1753 je bila ustanovljena vojvodska zbirka umetnosti in naravoslovja – predhodnica Prirodoslovnega muzeja. Te obsežne zbirke so zbrali brunšviški vojvode. To podjetje je podprl [[Johann Friedrich Wilhelm Jeruzalemski], ustanovitelj Braunschweiške tehnične univerze (Collegium Carolinum). Medtem ko je Wolfenbüttel upadal, je Braunschweig doživel kulturni razcvet.
Avgusta 1784 je Johann Wolfgang von Goethe bival v Brunšviku na politični misiji, ko je spremljal weimarškega ministra, njegovega vojvodo, Karela Avgusta, velikega vojvodo Saxe-Weimar-Eisenacha. V času, ko so se politične razmere med Avstrijo in Prusijo ponovno zaostrile, so majhne in srednje velike nemške države načrtovale ustanovitev večje knežje države kot protiutežne sile. Vojvoda Karel Viljem Ferdinand Braunschweiški je bil povabljen, da se pridruži tej [igri knezov (Fürstenbund), kar je storil 30. avgusta.
Skrivna misija je bila prikrita kot družinski obisk v času jesenskega sejma. Dvorsko življenje je določalo čas bivanja v gradu Residenz na Bohlwegu. 

### Sodelovanje v ameriški revolucionarni vojni
Kneževina Braunschweig-Wolfenbüttel je britanski kroni med ameriška vojno za neodvisnost najel plačance za potrebe zadušitve upora. Kontingent Braunschweig-Wolfenbüttel  v ameriški revolucionarni vojni je vseboval naslednje enote:
- Dragonski polk Braunschweig-Wolfenbüttel iz leta 1692/2|Dragonski polk vojvode Ludvika
- Grenadirski bataljon Breymann
- Braunschweig Jäger|Barnerjev bataljon lahke pehote s četo Jäger
- Pehotni polk Braunschweig-Wolfenbüttel iz leta 1776/1|Pehotni polk Riedesel
- Pehotni polk Braunschweig-Wolfenbüttel iz leta 1776/2|pehotni polk Specht
- Pehotni polk Braunschweig-Wolfenbüttel iz leta 1692/2|pehota Leibregiment 1783 princ Friedrich
- Pehotni polk Braunschweig-Wolfenbüttel iz leta 1748/4|pehotni polk Rhetz (Avgust Wilhelm von Rhetz)

### Napoleonsko obdobje in prenos v vojvodino Braunschweig
Zaradi nemške mediatizacije 25. februarja 1803 je kneževina prejela ozemlja sekulariziranih cesarskih opatij Gandersheim in Helmstedt.
Leta 1806 je bil vojvoda Karel Viljem Ferdinand, vojvoda Braunschweig kot pruski general smrtno ranjen v bitki pri Auerstedtu. Po kratkem medvladju so Braunschweig od leta 1807 do 1813 zasedli Francozi in postal del kraljestva Vestfalija.
Po koncu Napoleonove vladavine je bila država ponovno ustanovljena pod imenom  Vojvodina Braunschweig.

## Kolateralna linija v Bevernu
Kneževina Braunschweig-Wolfenbüttel-Bevern je nastala iz dednega spora med Ferdinandom Albertom I., vojvodo Braunschweig-Lüneburgom in njegovimi brati. Leta 1667 je Ferdinand Albert prejel grad Bevern blizu Holzmindena. On – in kasneje njegov sin Ferdinand Albert II., vojvoda Braunschweig-Wolfenbüttel – sta bila kneza Braunschweig-Wolfenbüttel-Bevern. Leta 1735 je Ferdinand Albert II. prevzel kneževino Braunschweig-Wolfenbüttel, podrejena kneževina pa se je vrnila k vrhovni kneževini Braunschweig-Wolfenbüttel.

## Gospodarska in socialna zgodovina

### Vloga kmetov
Po Bornstedtu  je bilo tlačanstvo v državi odpravljeno z "proklamacijo z dne 17. maja 1433" Henrika Miroljubnega. Po Bornstedtu je bil torej Braunschweig-Wolfenbüttel prva kneževina v Svetem rimskem cesarstvu, ki je odpravila fevdalizem. Premor je določal, da se prekine vsa arbitrarnost (Willkür) pri dajatvah upraviteljem ali Meierjem fevdalnih posesti, zlasti ob smrti [meta. »Grundherr« ali »gospod graščine« je še naprej ostal lastnik posestva »Meier«, vendar je zdaj lahko tudi »Meier« odstopil. Ta sprememba je običajno pomenila, da se družina »Meier« ni izselila, ko je pogodba potekla ali ko je kmet umrl; tj. da družina ni bila predčasno izseljena, kot bi bilo prej. Leta 1563 je Henrik II. Braunschweig-Wolfenbüttelski odredil, da se morata »Meier« in »Grundherr« vsakih 6 let pogajati o podaljšanju zakupne pogodbe za posestvo; kasneje se je to podaljšalo na 9 let. V svojem slovesu od »Landtag leta 1597 je »vojvoda« Henrik Julij Braunschweig-Wolfenbüttelski kmetije razglasil za dedne.
Z zakonom o odkupu Braunschweiga (Ablösungsordnung) z dne 20. decembra 1834, ki ga je sprejel pravni naslednik države, vojvodstvo Braunschweig, je bila odvisnost kmetov odpravljena. Kmetje so lahko zdaj kupili zemljišče v prosti lasti, potreben denar pa so si lahko izposodili pri vojvodski posojilnici Braunschweigische Staatsbank.
Konec 19. stoletja je prišlo do Flurbereinigung oziroma komasacije zemljišč.